# Buskgeting
Buskgeting (Dolichovespula media) är en getingart som först beskrevs av Anders Jahan Retzius 1783. Buskgeting ingår i släktet långkindade getingar och familjen getingar. Arten är reproducerande i Sverige. Inga underarter finns listade.

## Utseende
Arten är en stor geting, nästan lika stor som bålgetingen, och kan bli mellan 16 och 22 mm lång. Grundfärgen är svart, med flera, gula markeringar. Munskölden och käkarna är klargula, munskölden med en svart, vertikal strimma i mitten. Också partierna ovanför ögonen och den understa antennleden är gula, och huvudets sidor har gula markeringar. Bakkroppen har gula tvärstreck med oregelbundna bakkanter i slutet av varje bakkroppssegment (tergit). Vissa arbetare har dock en nästan helsvart bakkropp med endast mycket tunna tvärstreck.

## Ekologi
Arten är mycket vanlig i låglänta områden i skogsbryn och -gläntor. Under våren hämtar drottningen nektar från svarta vinbär, lingonoxbär och rododendron. Längre framåt året hämtar arbetare och hanar föda från ett stort antal växter. De kan även ta eksav och honungsdagg. Dessutom fångar arten flugor och nattfjärilar som föda åt larverna. Det har även förekommit att de angripit bon av honungsbin.
Endast drottningen övervintrar, gärna under eller i en fallen trädstam, och hon kommer fram på våren för att bygga boet. Flygtiden varar från omkring april till september. Den är emellertid kortare ju längre norrut kolonin är belägen.

### Bo

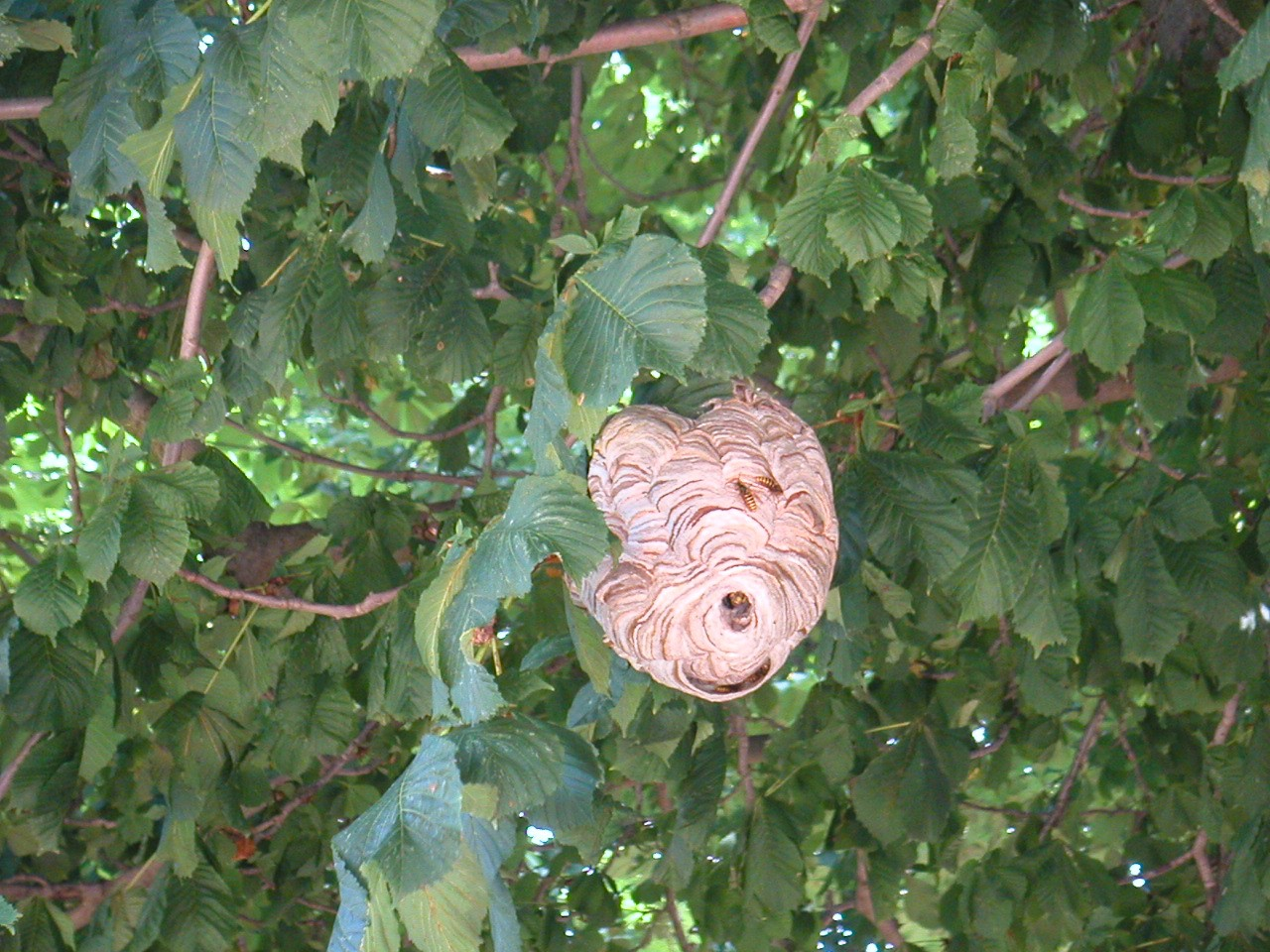
Bo av buskgeting.

Boet är grått och litet (som mest 18 gånger 24 cm). Det hängs fritt i buskar, träd eller under takskägg. Boet byggs ofta i trädgårdar, även i stadsplanerade områden. Det konstrueras av papper, som drottningen och arbetarna framställer genom att gnaga på både färskt och murket trä. Ibland har boet i början en rörformad ingång. Som mest kan ett bo innehålla 1 000 celler.

## Utbredning
Utbredningsområdet omfattar England, Wales, ett fåtal lokaler i Skottland via Nordeuropa, Ryssland och genom norra Asien till Japan. I Sverige finns den i hela södra delen, och norrut längs Norrlandskusten; i Finland finns den i hela landet, men glesare längre mot norr. En hane har upptäckts i Nya Zeeland, men man tror inte att arten etablerat sig i landet.

## Bildgalleri

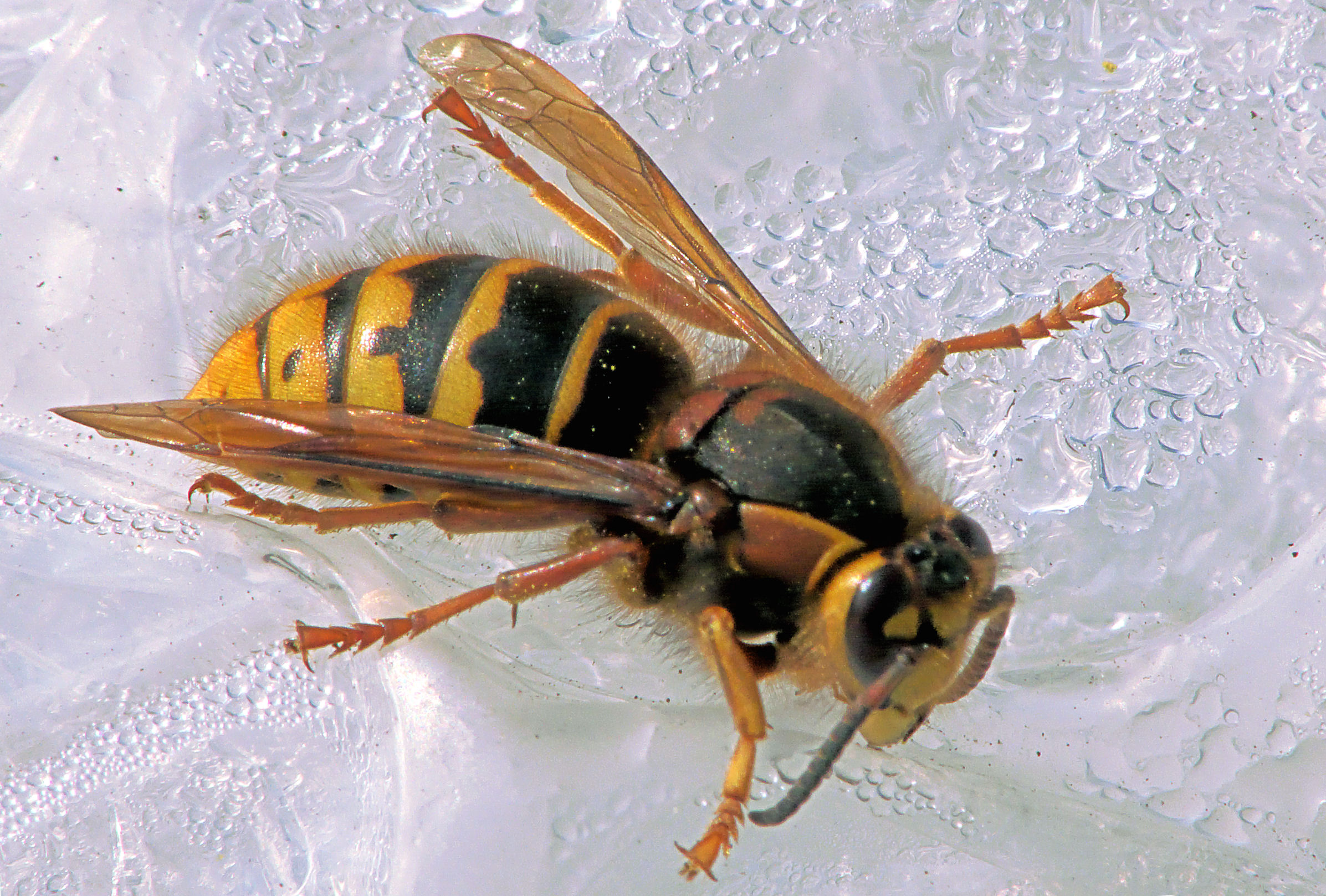
Drottning.
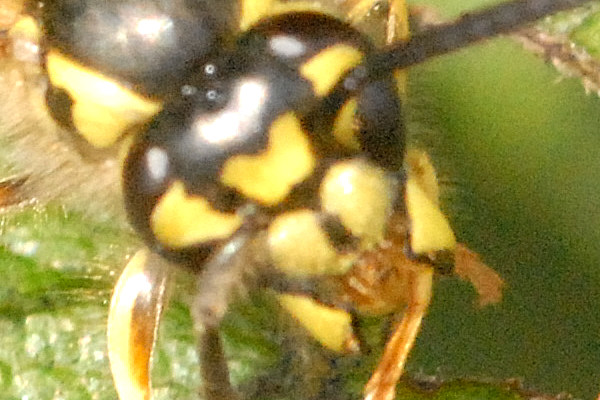
Närbild på huvud.
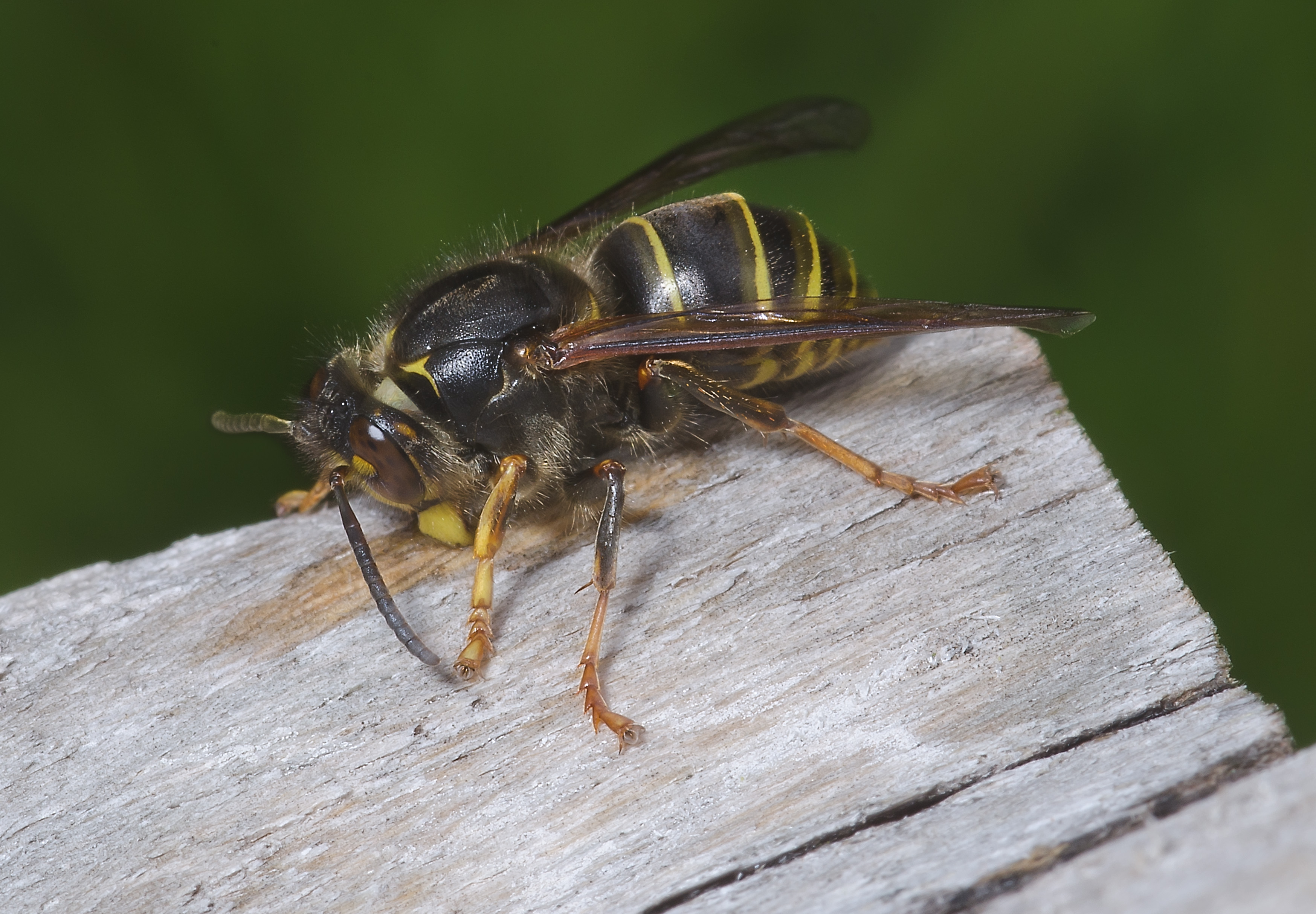
Arbetare, mörk form.
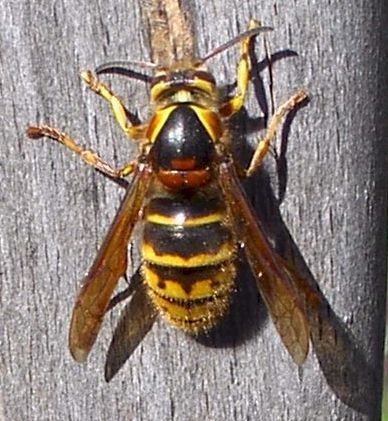
Drottning som gnager trä för bobyggnad.
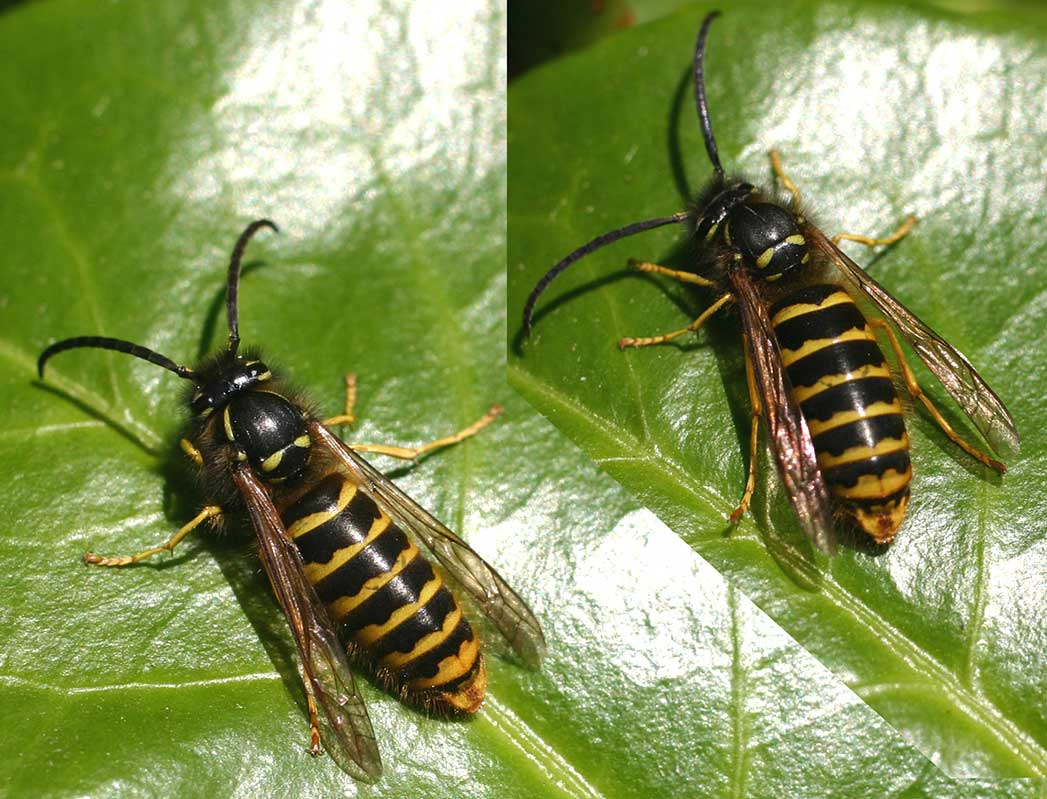
Hanar.